# Сіма (Міє)

Ші́ма (яп. 志摩市, しまし, МФА: [ɕima ɕi̥]?) — місто в Японії, в префектурі Міє. Розташоване в південно-східній частині префектури, на півострові Сіма, на березі Тихого океану.   Виникло на основі стародавнього адміністративного центру провінції Сіма. Отримало статус міста 2004 року. Площа становить 179,72 км². Станом на 1 серпня 2011 року населення складало 53 998  осіб, густота населення — 300 осіб/км².  Основою економіки є рибальство, виробництво перлів, суднобудування, комерція.  В місті розташовані численні пляжі та рекреаційні парки. 